# 언차티드 (영화)
《언차티드》(영어: Uncharted)는 2022년에 개봉한 미국의 액션 모험 영화로, 게임 언차티드를 영화화한 작품이다. 루빈 플라이셔가 감독을 맡았으며, 톰 홀랜드가 주인공 네이선 드레이크 역을, 마크 월버그가 빅터 설리번 역으로 출연한다.

## 줄거리
고아 형제인 샘과 네이선 "네이트" 드레이크는 보스턴 박물관에서 마젤란 탐험대의 지도를 훔치려다 발각된다. 샘은 고아원을 떠나면서 네이트에게 언젠가 돌아오겠다는 약속과 함께 선조 프랜시스 드레이크의 것으로 추정되는 반지를 남긴다. 15년 후, 네이트는 뉴욕에서 바텐더로 일하며 부유한 손님들의 소지품을 훔치고 있었다. 그러던 중 샘과 함께 마젤란 탐험대의 보물을 추적하던 포춘 헌터 빅터 "설리" 설리번이 네이트를 찾아와 샘이 후안 세바스티안 엘카노의 일기를 훔치는 걸 돕다가 실종되었다고 말한다. 네이트는 샘에게서 엽서가 끊긴 후 그를 찾기 위해 설리와 함께 하기로 한다.
설리와 네이트는 마젤란 탐험대와 관련된 황금 십자가를 훔치기 위해 경매장에 가고, 그곳에서 마젤란 탐험을 후원했던 몬카다 가문의 마지막 후손인 산티아고 몬카다와 몬카다 용병단의 리더인 조 브래독을 만난다. 네이트는 브래독의 부하들에게 공격을 받지만, 그 혼란을 틈타 설리가 십자가를 훔쳐 달아난다. 그들은 보물이 숨겨져 있다는 바르셀로나로 떠나고, 설리의 조력자인 클로이 프레이저를 만나 다른 십자가를 얻는다. 네이트, 클로이, 설리는 엘카노의 일기 속 단서를 따라 산타마리아 델 피 성당에서 비밀 지하 묘지를 찾고, 덫이 설치된 문을 열자 지하 묘지가 물에 잠긴다. 설리는 브래독의 습격을 막아내고 그들이 탈출하는 것을 돕는다. 두 개의 십자가를 이용해 비밀 통로를 연 네이트와 클로이는 보물이 필리핀에 있다는 지도를 발견하지만, 클로이는 네이트를 배신하고 지도를 들고 몬카다에게 간다. 그러나 클로이는 설리가 샘에 대해 숨기는 게 있다고 네이트에게 귀띔한다.
설리는 네이트에게 3년 전 샘이 브래독에게 총을 맞고 죽은 것으로 보이며 그를 버려두고 떠났다는 사실을 밝힌다. 몬카다, 클로이, 브래독 일행은 화물 비행기를 타고 보물을 찾으러 떠나고, 브래독은 몬카다를 살해하고 작전을 장악한다. 네이트와 설리는 비행기에 잠입해 브래독과 대치한다. 전투가 벌어지는 와중에 설리는 지도와 함께 낙하하고, 네이트와 클로이는 필리핀에 떨어져 지도가 보물의 정확한 위치를 가리키지 않는다는 사실을 깨닫는다. 네이트는 샘의 엽서에서 단서를 찾아 보물의 실제 위치를 알아내지만, 클로이를 의심해 거짓 좌표를 알려준다.
네이트는 마젤란의 배들을 발견하고 네이트를 따라온 설리와 재회한다. 브래독이 그들을 뒤쫓아 오고, 네이트와 설리는 몸을 숨긴다. 브래독의 부하들이 배를 공중으로 들어올리는 와중에 설리는 헬리콥터를 탈취하고, 브래독은 다른 헬리콥터에 탑승해 접근을 시도한다. 네이트는 용병들과 싸우다가 배의 대포를 쏘아 다른 헬리콥터를 격추시킨다. 브래독이 네이트를 궁지에 몰아넣자 설리가 그녀에게 보물을 던져 바다에 빠뜨리고, 그녀는 추락하는 배에 깔려 죽는다. 필리핀 해군이 도착하자 네이트와 설리는 훔쳐온 보물을 챙겨 도망치고, 클로이는 빈털터리가 된다. 한편, 감옥에 갇힌 샘은 살아있었으며 브래독에게 총을 맞고 살아남아 네이트에게 조심하라는 엽서를 보낸다.
미드크레딧 장면에서 네이트는 로마를 위해 일하는 남자와 만나고, 그에게 나치 지도를 얻기 위해 자신의 반지를 넘겨주려 한다. 그 남자가 네이트를 배신하려 하자 설리가 그를 구출한다. 그들은 도망치지만 보이지 않는 인물에게 포위된다.

## 출연진
- 톰 홀랜드 - 네이선 드레이크 역
- 마크 월버그 - 빅터 설리번 역
- 소피아 앨리 - 클로에 프레이저 역
- 타티 개브리엘 - 조 브래덕 역
- 안토니오 반데라스 - 산티아고 몬카다 역
- 루디 팬코 - 샘 드레이크 역
- 마누엘 데 블라스 - 아르만도 몬카다 역
- 스티븐 워딩턴 - 스코츠맨 역
- 놀런 노스 - 호텔 게스트 (카메오) 역
- 필루 아스베크 - 게이지 (중간 크레딧) 역

## 같이 보기
- 비디오 게임을 원작으로 한 영화 목록